# Раті Ардазішвілі
Раті Ардазішвілі (груз. რატი არდაზიშვილი; нар. 27 січня 1998, Мцхета, Грузія) — грузинський футболіст, атакувальний півзахисник клубу «Рух» (Львів). Перший грузинський легіонер в історії «Руху».

## Клубна кар'єра
Народився в місті Мцхета. Футбольну кар'єру розпочав у складі «Локомотива». Вперше до заявки столичного клубу потрапив 8 жовтня 2013 року в переможному (2:1) домашньому поєдинку 6-о туру Ліги Еровнулі 2 проти «Саско». Раті просидів увесь матч на лаві запасних. На офіційному рівні дебютував 17 вересня 2014 року в програному (0:3) виїзному поєдинку 3-о туру Ліги Еровнулі 2 проти «Сабуртало». Ардазішвілі вийшов на поле в стартовому складі, а на 56-й хвилині його замінив Отар Кухалашвілі. Дебютним голом на професіональному рівні відзначився 26 вересня 2014 року на 90+2-й хвилині переможного (3:2) домашнього поєдинку 6-о туру Ліги Еровнулі 2 проти «Саско». Ардазішвілі вийшов на поле на 63-й хвилині, замінивши Гіоргі Думбадзе. В еліті грузинського футболу вперше зіграв 13 серпня 2015 року в програному (0:1) виїзному поєдинку 1-о туру проти «Чихури». Раті вийшов на поле на 75-й хвилині, замінивши Алексі Бенашвілі. Дебютним голом у складі Ліги Еровнулі відзначився 26 листопада 2016 року на 78-й хвилині нічийного (1:1) домашнього поєдинку 14-о туру проти «Шукури». Ардазішвілі вийшов на поле в стартовому складі та відіграв увесь матч. У команді провів шість з половиною сезонів, за цей час у чемпіонатах Грузії зіграв 73 матчі (7 голів), ще 5 матчів (2 голи) відіграв у кубку Грузії.
7 липня 2019 року відправився у піврічну оренду до «Чихури». У новій команді дебютував 12 вересня 2019 року в нічийному (1:1) домашньому поєдинку 27-о туру Ліги Еровнулі проти кутаїського «Торпедо». Раті вийшов на поле в стартовому складі, а на 75-й хвилині його замінив Іраклі Камладзе. Єдиним голом у складі «Чихури» відзначився 1 листопада 2019 року на 89-й хвилині переможного (2:0) домашнього поєдинку 33-о туру Ліги Еровнулі проти «Динамо» (Батумі). Ардазішвілі вийшов на поле в стартовому складі та відіграв увесь матч. У складі «Чихури» зіграв 9 матчів у чемпіонаті Грузії, в яких відзначився 1 голом. Ще 2 поєдинки провів у Ліги Європи.
25 лютого 2020 року підписав контракт з «Рухом» на три з половиною роки. У новому клубі отримав футболку з 26-м ігровим номером. Дебютним голом за львівський клуб відзначився в товариському матчі проти «Минаю». У футболці «Руху» дебютував 7 липня 2020 року в програному (2:3) домашньому поєдинку 20-о туру Першої ліги проти волочиського «Агробізнеса». Раті вийшов на поле на 82-й хвилині, замінивши Івана Брікнера.

## Кар'єра в збірній
Виступав за юнацькі збірні Грузії. На міжнародному рівні за Грузію дебютував за команду U-17, 26 жовтня 2014 року в переможному (3:0) домашньому поєдинку проти однолітків з Ліхтенштейну. Раті вийшов на поле в стартовому складі, а на 61-й хвилині його замінив Вато Арвеладзе. За команду U-17 зіграв 3 матчі.
За команду U-19 дебютував 24 березня 2019 року в програному (1:2) виїзному поєдинку юнацького чемпіонату Європи проти англійців. Ардазішвілі вийшов на поле на 59-й хвилині, замінивши Гіоргі Берідзе. Загалом зіграв 5 матчів у складі команди U-19.
У футболці грузинської «молодіжки» дебютував 16 листопада 2018 року в нічийному (3:3) виїзному товариському матчі проти молодіжної збірної України. Раті вийшов на поле в стартовий склад та відіграв увесь матч.

## Стиль гри
Виступає на позиції атакувального півзахисника, володіє чудовою швидкістю та хорошим дриблінгом, завдяки чому на батьківщині отримав прізвисько «грузинський Мессі».